# Gordon Beecher
William Gordon Beecher Jr. (* 19. Januar 1904 in Baltimore, Maryland; † 7. Dezember 1973) war ein US-amerikanischer Komponist und Vizeadmiral. Viele seiner Musik-Arrangements entstanden in Zusammenarbeit mit Johnny Noble.
Beecher erhielt seine militärische Ausbildung an der United States Naval Academy und am National War College. Er diente 34 Jahre lang in der United States Navy und wurde als Vizeadmiral pensioniert. Beecher kommandierte während des Zweiten Weltkriegs ein Zerstörergeschwader und kämpfte in Pearl Harbor, Iwo Jima und Okinawa; er erhielt dafür den Legion of Merit.
Von 1933 bis 1935 leitete Beecher die USNA Musical Clubs und trat 1944 der ASCAP bei. Bekannte Kompositionen, welche er meistens unter dem Pseudonym Gordon Beecher veröffentlichte, sind A Song of Old Hawaii, Sing an American Song, Counting On You, All Pau Now, Nimitz, Halsey and Me, Just a Happy Kama'aina und The Ramparts We Watch.
Beecher starb 1973 und ist auf dem Arlington National Cemetery begraben.